# Žalm 1

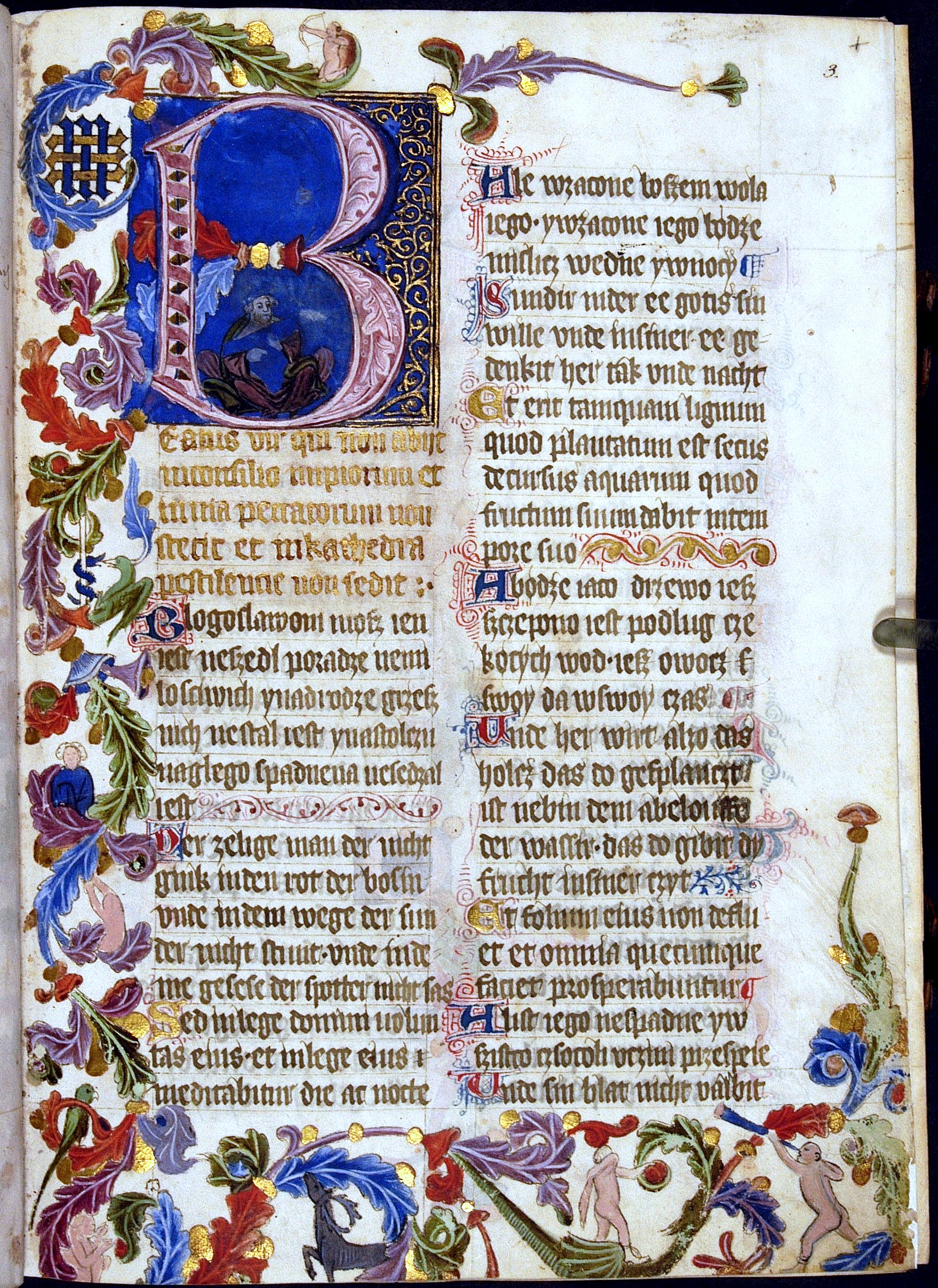
Žalm 1 ve Svatofloriánském žaltáři (latinsky, německy (stará horní němčina), polsky)

Žalm 1 („Blaze muži, který se neřídí radami svévolníků“) je první kapitolou biblické Knihy žalmů.
Označení žalmu jako „prvního“ je problematické s ohledem na to, že některé prameny odkazují na následující žalm výslovně jako na žalm „první“. Tento rozpor se vysvětluje zpravidla buď tím, že dnešní Žalm 1 byl původně chápán jako jakýsi prolog celé první knihy či celého souboru a nenesl vlastní číslo. Dle jiných vysvětlení tvořily žalmy 1 a 2 původně jeden celek, popřípadě byl Žalm 1 přidán do sbírky později. Samotný obsah žalmu je nadčasový a těžko z něj usuzovat na dobu vzniku.

## Obsah
Svým obsahem a stylem připomíná spíše Knihu přísloví.[zdroj⁠?!] Žalm lze rozdělit do tří částí:
1. definice člověka spravedlivého a jeho způsobů (v. 1–2), pojatá zprvu negativně a následně pozitivně;
2. odměna spravedlivého (v. 3);
3. zavržení bezbožného a hříšného (v. 4–6).

Definici hříšníka obsahuje žalm pouze v nepřímé podobě – lze ji snadno dovodit z negativní definice spravedlivého v prvním verši.
Didaktické poselství, shrnuté v závěrečném verši, zdůrazňuje přirozený charakter „odměny“ a „trestu“, který nevyžaduje žádný mimořádný boží zásah: Cesta spravedlivého je v souladu s boží vůlí a proto má úspěch. Cesta bezbožníků je ze své povahy nicotná a jako taková nemůže mít trvání.

## Užití
V židovské náboženské praxi se vyskytuje jako součást cyklu žalmů 1–4, které je zvykem recitovat po skončení večerní liturgie pro Jom kipur. Spis Šimuš Tehilim („Užití Žalmů“), jehož autorem je zřejmě židovský učenec Chaj Ga'on (939–1038), navíc uvádí, že recitace 1. žalmu může být prospěšná jako prevence před potratem.
Katolická církev zařadila Žalm 1 do liturgie hodinek svátků spojených s Ježíšem Kristem, jakožto vzorem spravedlivého člověka, opěvovaného tímto žalmem. Z podobného důvodu jej řadí i do liturgie pro dny památky mučedníků a vyznavačů.

### Hudební zpracování
Jakožto součást často zhudebňované Knihy žalmů se tento žalm dočkal četných hudebních zpracování. Ze samostatných úprav Žalmu 1 patří mezi významná díla těchto autorů:
- Orlando di Lasso, vydáno 1568, pro šestihlas,
- Hans Leo Hassler, vydáno 1591, pro čtyřhlas,
- Thomas Stoltzer, pro čtyřhlas,
- Marc-Antoine Charpentier (H.175), kolem r. 1670, pro 3 hlasy, 2 melodické nástroje a basso continuo,
- Benedetto Marcello (S.601), 1724, pro alt, bas a basso continuo.

V pravoslavné tradici se text objevuje jako Blažen muž (kombinace slok ze Žalmů 1, 2 a 3) a byl zhudebněn mnoha ruskými skladateli.